# 操重車

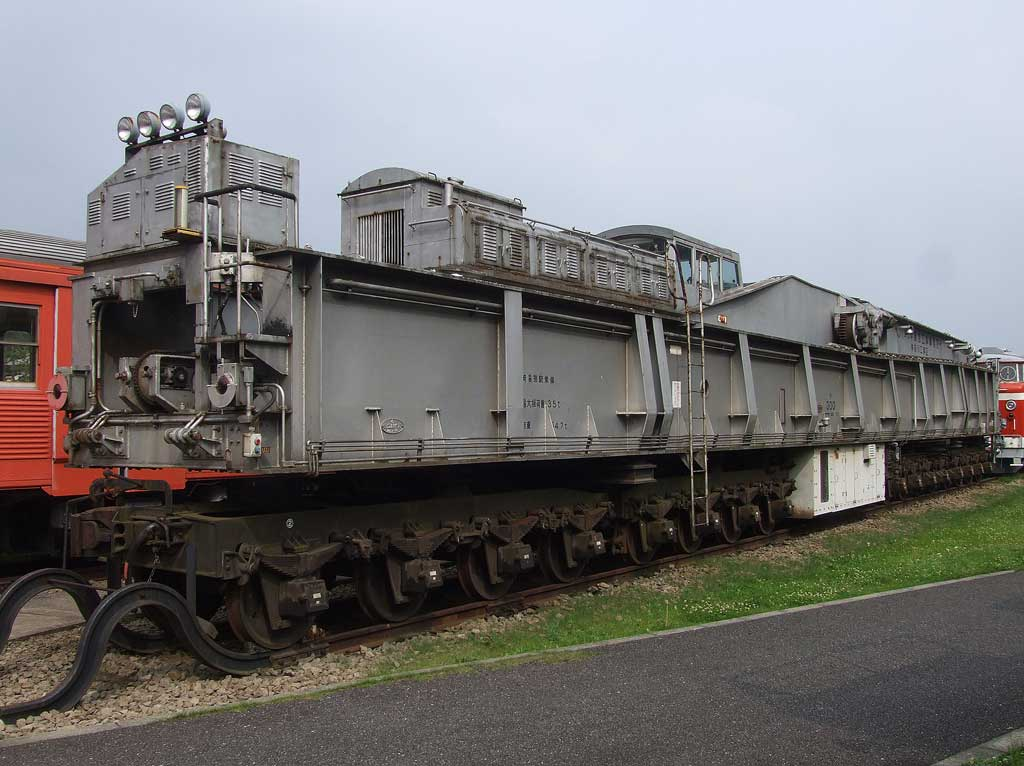
橋桁架設工事用のソ300形操重車

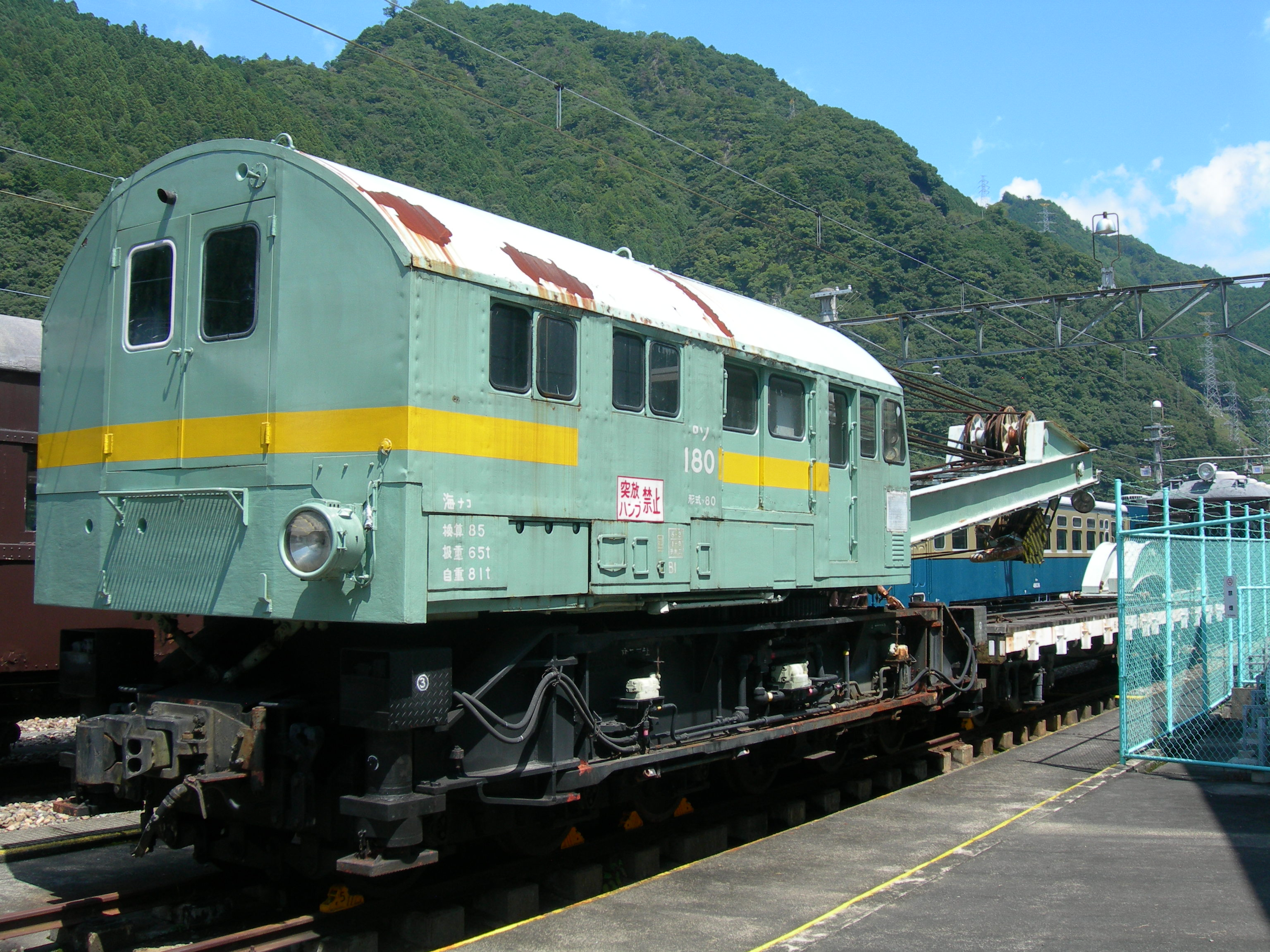
事故復旧用のソ80形操重車

操重車（そうじゅうしゃ）は、クレーンを搭載した鉄道車両である。事業用車の一種で、日本国有鉄道（国鉄）における車両表記は頭文字をとった「ソ」であった。

## 概要
主な用途は3つある。
- 貨物操車場などにおいて貨物を取り扱う。
- 保線作業や建設工事に用いる。
- 事故発生時の復旧作業。

設計は想定する仕事によって若干異なるが、頑丈な台枠を持つ車体にクレーンを備えた回転部分を載せている基本構造は共通している。車体にはジブを乗せ、クレーンを動かすための装置が備えられている。大型のクレーンでは、オペレータ用の操縦席も備えられている。車両には連結器が付いていて、機関車による移動が可能になっているが、多くの車両は制限つきながらも自走可能で、工事現場などで多少の移動ができる。
車体から外にはみ出す長さのジブ（ブーム）を備えている操重車では、遊車を連結してジブが他の車両に当たらないようにすると共に、列車に連結できるようにしている。操重車用の遊車は通常長物車が用いられ、輸送中のジブを固定する手段を備えると共に、特殊な装備品や補給品を搭載するスペースがある。
近年、道路網の整備などにより事故・工事現場への移動式クレーンの搬入が容易になったことから使用の機会が減少し、日本では現在現役で使用されている車両はない。ただし、東日本旅客鉄道（JR東日本）では「スーパービートル」と称する鉄道クレーンを鉄道車両としてではなく保線用の機械の扱いで所有しており、保線作業などに用いている。

## 使用法
操重車は、以下のどれかの特定用法のために設計されることが普通である。

### 貨物扱い用操重車
貨物扱い用操重車は普通もっとも小さい操重車で、大きな操車場や貨物駅で用いられ、地上設置のクレーンが届かないような場所で貨物を扱うものである。
手で操作できる程度の大きさのものが多く、自走能力がないものは移動には入換用機関車を使う。道路を走行する安価なクレーン車が登場すると、より機動性に富んでいる事からこれに置き換えられて姿を消した。

### 保線用操重車
さまざまな種類のクレーンが保線に用いられている。一般的な目的のクレーンは信号設備や分岐器の設置などに用いられ、さらに特殊なタイプのものが軌道敷設に用いられる。

### 事故復旧用操重車

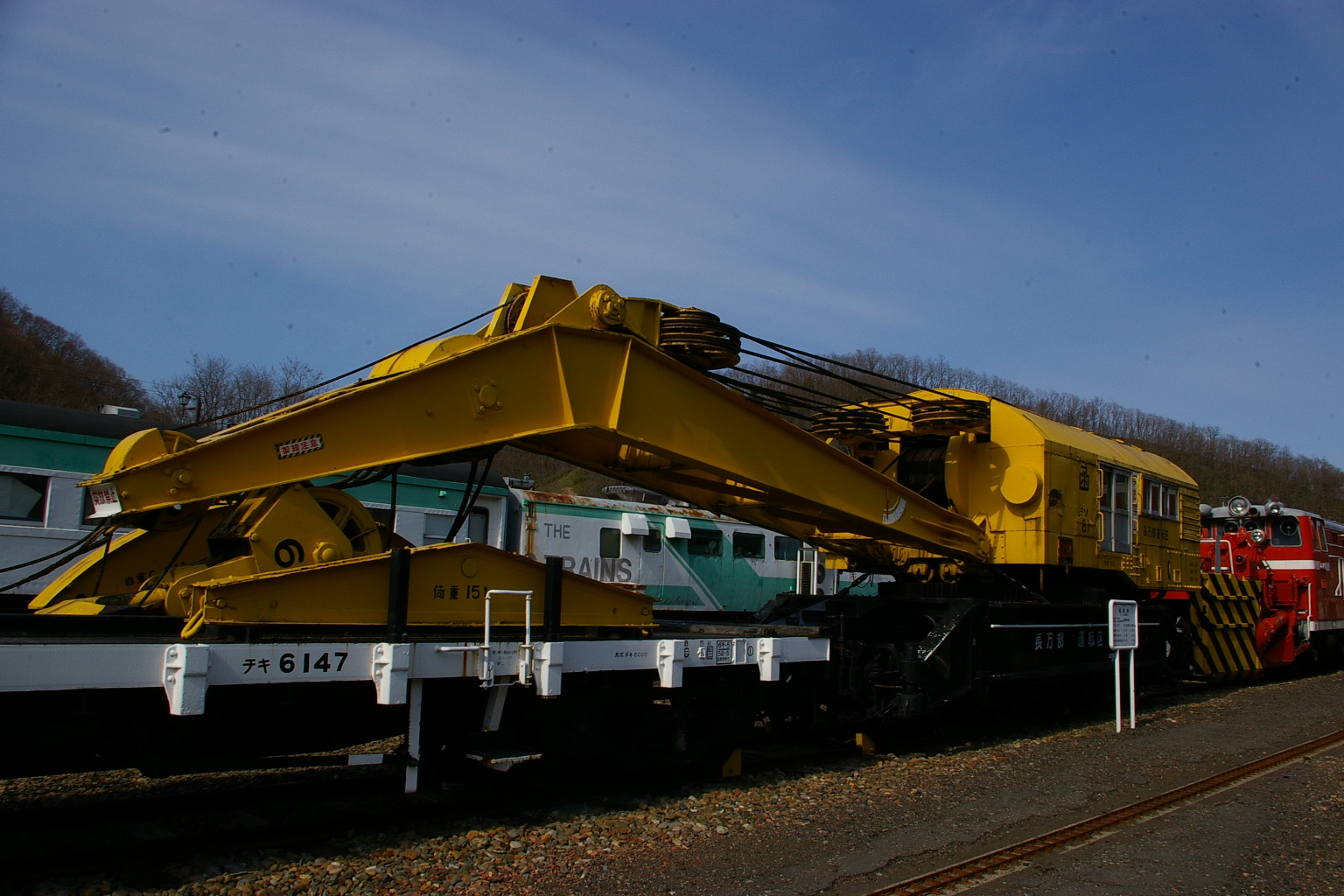
ソ80形

最大級の操重車で、事故の復旧作業に用いられる。復旧用の装備や関係者の乗務スペースを備えた救援列車の一部を形成していることがある。脱線した車両をレールに復元させられるだけの大きさを持っている。重量の大きい機関車を安全に復旧させるためには2台またはそれ以上のクレーンを必要とすることがある。

## 構造
操重車は一般的な固定のクレーンとよく似ているが、強化された車両の上にクレーンが搭載されているという点が異なっている。クレーンの重心のちょうど下が回転の中心となっており、クレーンが360度回転して、線路沿いである限りはブームを工事現場のどこにでも向けることができるようになっている。駆動用のエンジンを搭載していて自走可能なものもある。
大型のクレーンではアウトリガーと呼ばれる脚を備えていて、クレーンを使う時に展開して安定性を保つようになっている。控車に枕木を搭載していて、アウトリガーの下に敷くことが普通である。

## 歴史

### アメリカ合衆国
鉄道の初期には、機関車もその他の車両も小さかったので、手作業でジャッキや滑車などを用いて脱線を復旧させることができた。しかし次第に車両が大型化してくると、こうした手段は不十分になってきた。
蒸気式のクレーンやケーブル・ウィンチが登場して、こうした作業に用いられるようになった。1890年頃にこうしたものが登場し、クレーンは次第に大型化して鋼鉄製のプルマンカーなどの登場に対応するようになってきた。1910年頃にはクレーンの開発がピークとなった。この時代の操重車は使いやすく強力であるため、1980年代まで現役で残った。素早く点火できる蒸気ボイラーと大型の蒸気式ウィンチ、ケーブルフックの組み合わせには改良の余地が乏しく、このため長く現役に残った。また蒸気式の装置は手入れをほとんどせずに数か月放置しておいても問題がなく、必要とされる時にいつでも出動できた。
1980年代に大型で油圧制御式のディーゼルクレーンが登場した。こうしたクレーンは道路を走行して事故現場へ駆けつけられるものも存在している（軌陸車）。事故現場の周辺でも移動できて、鉄道だけで移動するクレーンに比べて機動性に富んでいる。
1990年代には新世代の操重車が開発された。従来のディーゼル油圧式のトラッククレーンに台車を備えて線路上を走行できるようにした軌陸車と異なり、新世代の操重車は本格的な鉄道車両の台枠を備えており75マイル毎時（約120km/h）で走行することができる。クレーンはやはりディーゼル油圧式で伸縮式ブームとカウンターウェイトを備えており、鉄道の特別な要求に応えて設計されている。こうした操重車は、荷物を吊り上げた状態のまま走行することができ、しかもカントが付いている線路でも自動補正装置により水平を保つことができる。1本のアウトリガーだけでも作業を行うことができ、また橋や架線の下などでブームを水平にした状態のままで作業することができる。能力は200トンメートルほどある。これにより保線作業や分岐器などの設置、脱線復旧作業などに用いやすくなっている。

## 製造者

### イギリス
- クラーク・チャップマン（Clarke Chapman） — クレーンにはコワンズ・シェルドン（Cowans Sheldon）と書かれている。
- ランサムズ・シムズ・アンド・ジェフェリーズ（Ransomes, Sims & Jefferies）

### アメリカ合衆国
| - アメリカン・ホイスト・アンド・デリック（American Hoist and Derrick） - アーバ・インダストリーズ（Arva Industries） - ビュサイラス・インターナショナル（Bucyrus International） - ガイスマー（Geismar） - インダストリアル・ブラウンホイスト（Industrial Brownhoist） - ライマ（Lima） | - リンク-ベルト（Link-Belt） - マリオン（Marion） - ムーア・スピードクレーン（Moore Speedcrane） - 日本車輌製造 - オハイオ・レールロード・クレーン（Ohio Railroad Crane） |

### ドイツ
- キーロヴ（Kirow）

### ロシア
- KMZ （KMZ）
- Kirov Maya 1 （Kirov Maya 1）

## 保存
イギリスでは多くの保存鉄道で操重車が保存されているが、単なる展示物にとどまらず、鉄道の運行を補助する目的で完全に動作できるものも存在する。脱線事故の復旧作業では必要になることは少ないが、線路の補修作業や機関車のレストアを外部の業者に依頼する費用を掛けずに済むといったメリットがある。
カリフォルニア州ポートラ（Portola）のウェスタン・パシフィック鉄道博物館（Western Pacific Railroad Museum）には大きさの異なる3両の操重車が保存されている。3両ともかつてウェスタン・パシフィック鉄道（Western Pacific Railroad）の所有だったものであり、そのうち自走式のBurro製小型操重車とインダストリアル・ブラウンホイスト製200トン大型操重車の2両は現在も動作可能である。

## 日本の主な形式
- ソ20形 - 事故復旧用で、1928年にアメリカから輸入された。
- ソ30形 - 事故復旧用で、1935年から製作された。当初は蒸気動力で、1970年に動力をディーゼル機関に換装している。小樽市総合博物館に保存車がある。
- ソ60形 - レール交換作業時のレール積み下ろし作業を機械化するために登場した。
- ソ80形 - 事故復旧用で、扱重65t の大型操重車である。ソ81が北海道三笠市の三笠鉄道記念館にて保存されている。2010年まではソ180が静岡県浜松市の佐久間レールパークにて保存されていたが閉園後に解体された。2020年6月18日、タカラトミーにて同形式をモデルにしたプラレールの発売が開始された[1]。
- ソ200形 - 橋桁架設用で、扱重は35t。
- ソ300形 - 橋桁架設用で、扱重は35t である。ソ300が群馬県安中市の碓氷峠鉄道文化むらにて保存されている。
- GS-80 - JR東日本が新たに導入した鉄道クレーンで分岐器敷設、撤去等の工事に使用される。ドイツGOTTWALD社製で1995年に1号機、1999年に2号機が導入され現在でも使用している。別名“スーパービートル”。
- KRC810N - GS80の置換えのため2015年に1号機、2016年に2号機が導入された。ドイツのKIROW社製。
- KRC1000 - JR東海が中央新幹線の品川駅を新設するため、上部を通る東海道新幹線を支持する工事桁を設置するために1機を導入した。JR東日本と同じくドイツのKIROW社製。
- 形式不詳 - 昭和初期に鉄道省が木材の積み下ろしのために試験導入した車両。中央本線上松駅で、森林鉄道から省線の貨車に木材を積み替えるため使用された。自重42t、起重機の動力はディーゼル機関で出力は50馬力[2]。

## ギャラリー

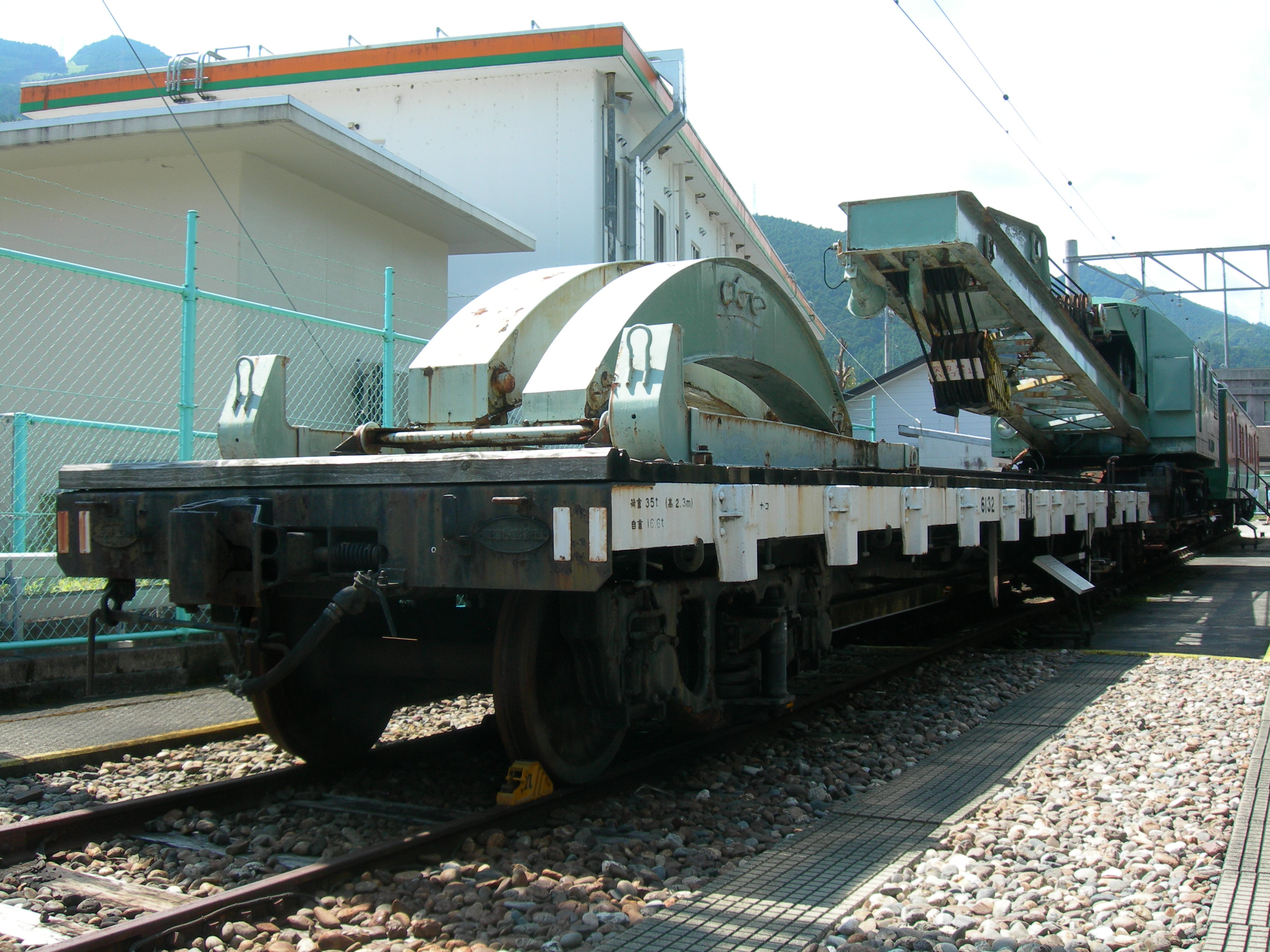
ソ180とチキ6132
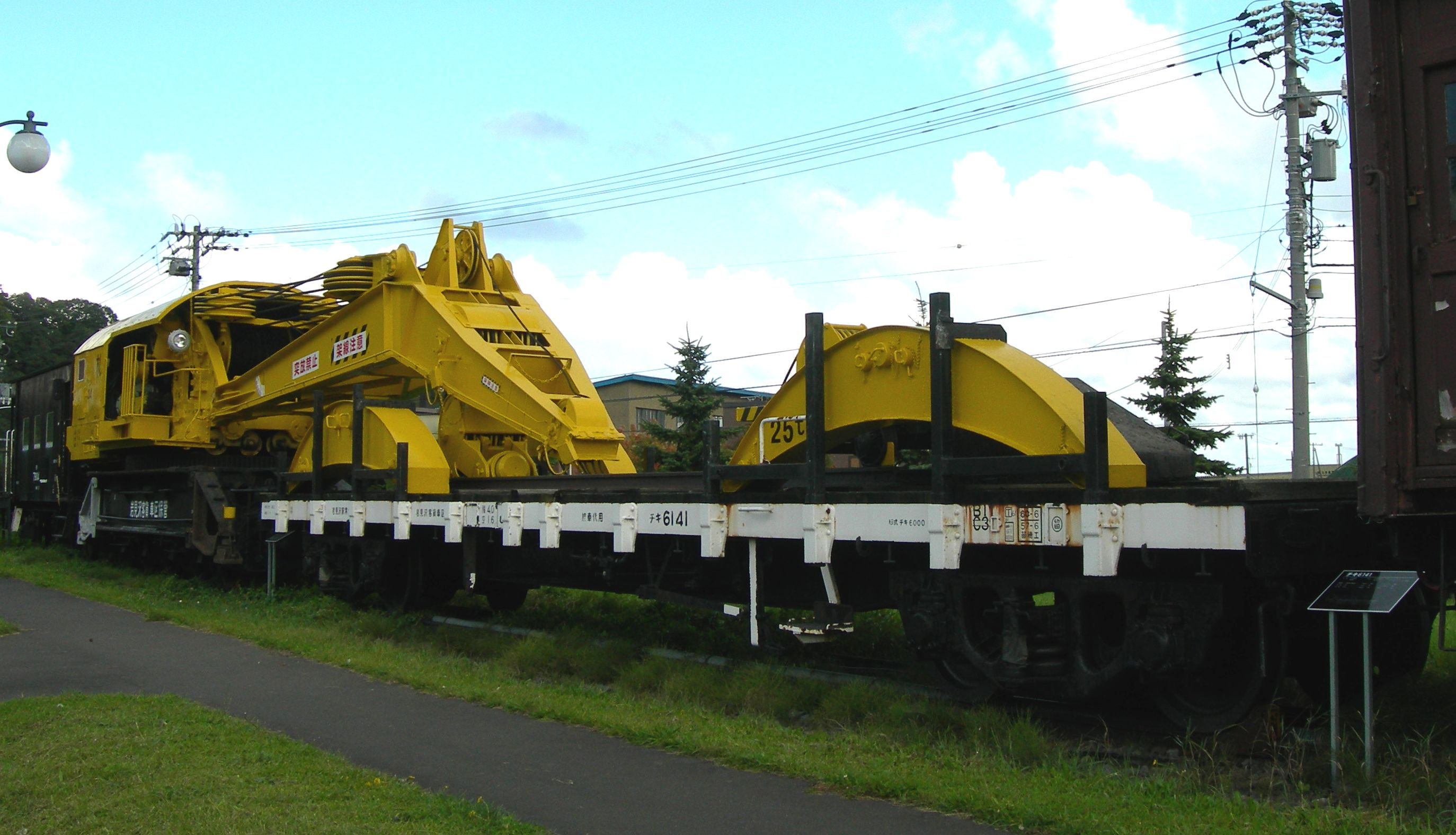
ソ34とチキ6141
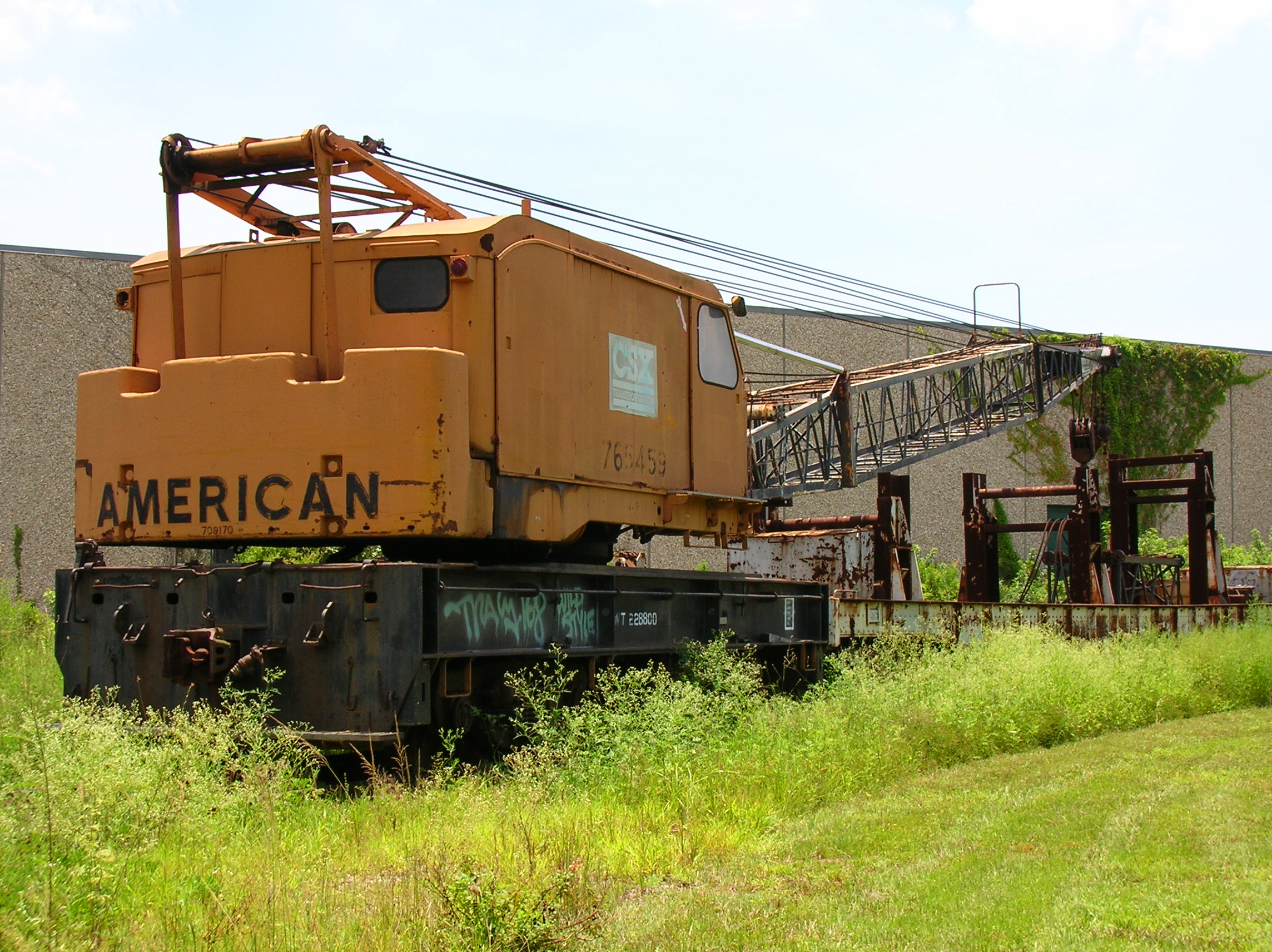
ディーゼルエンジン式の操重車、フロリダ州タンパ
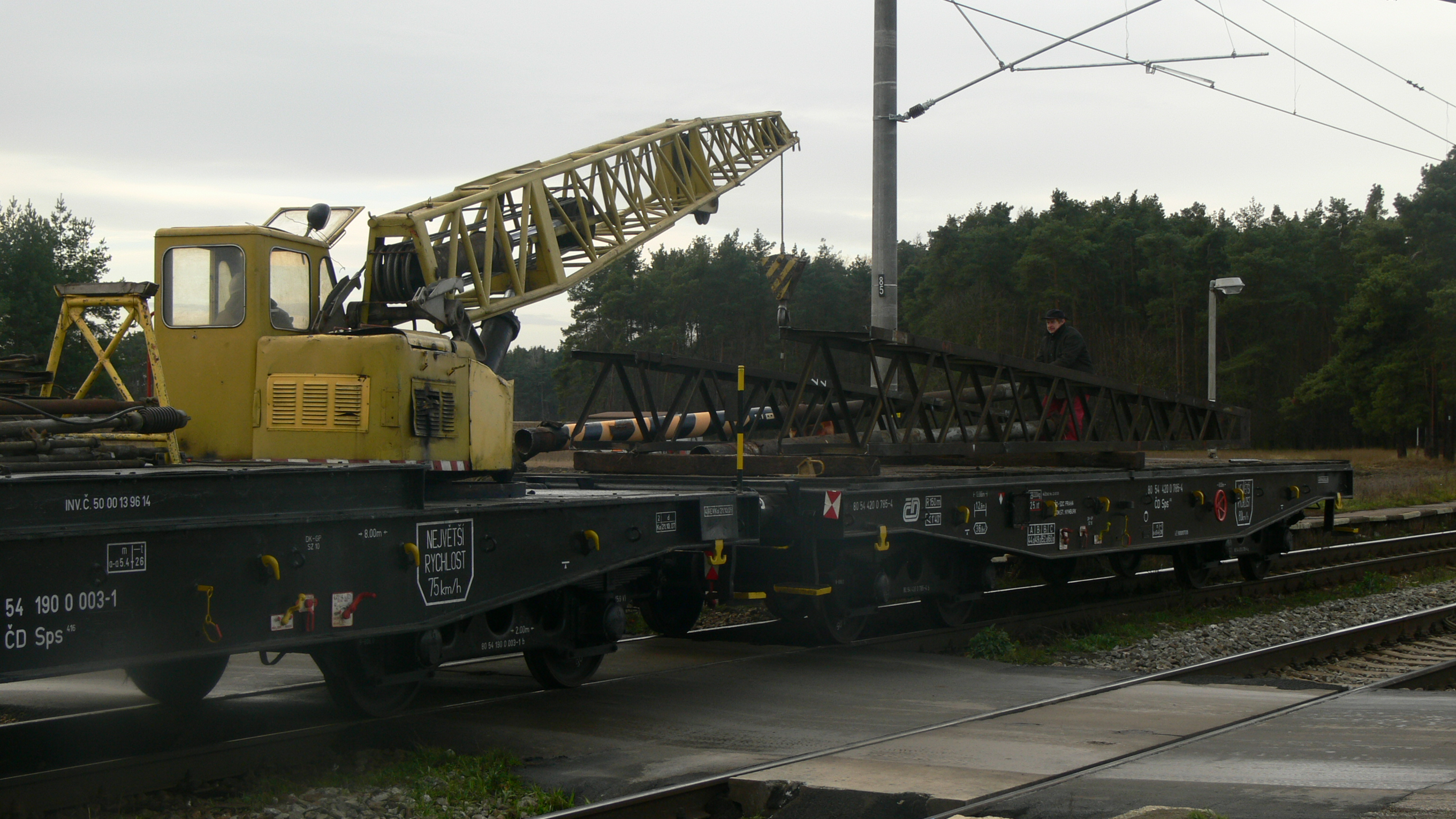
チェコの保線用操重車
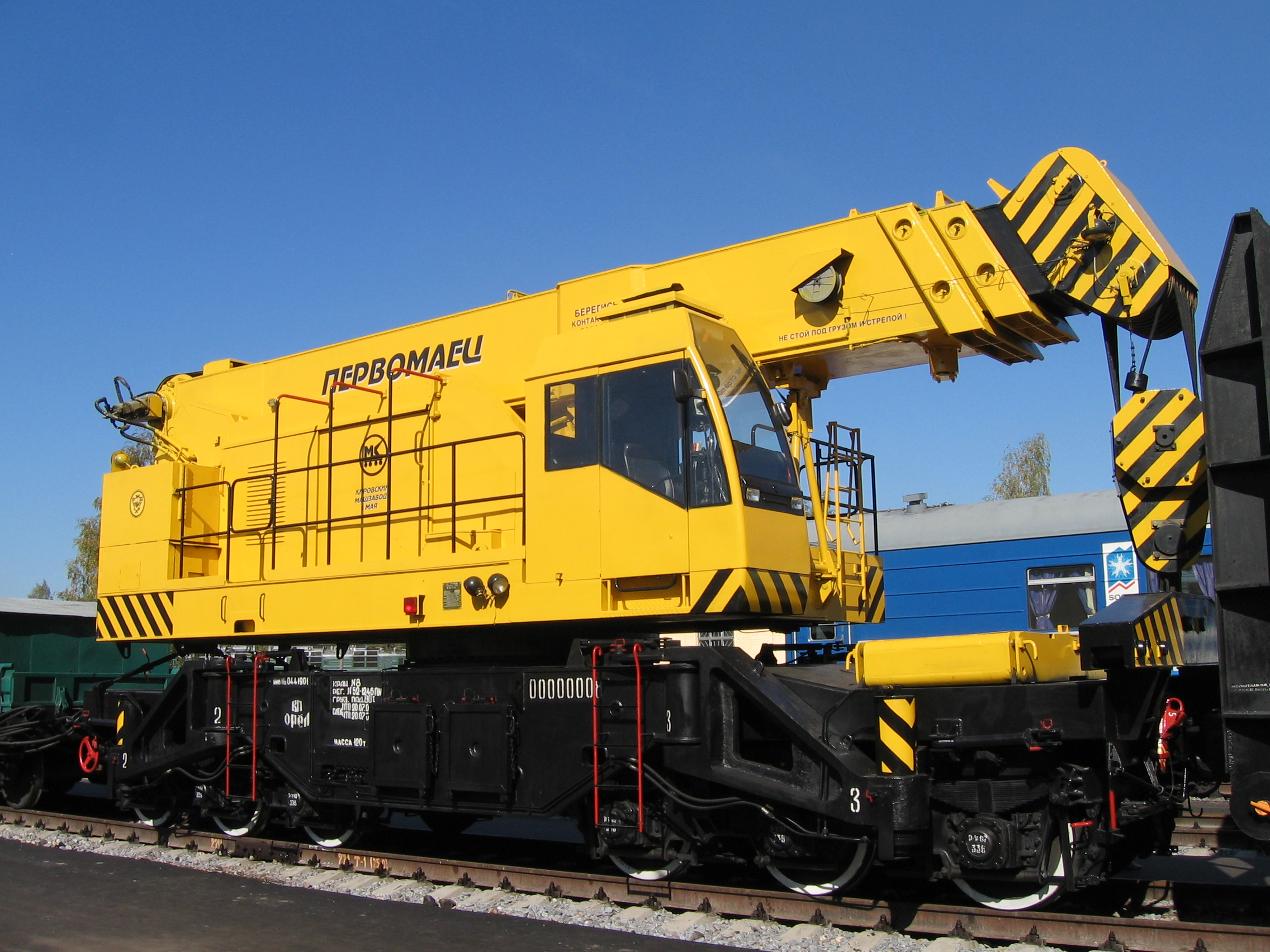
KZH-971
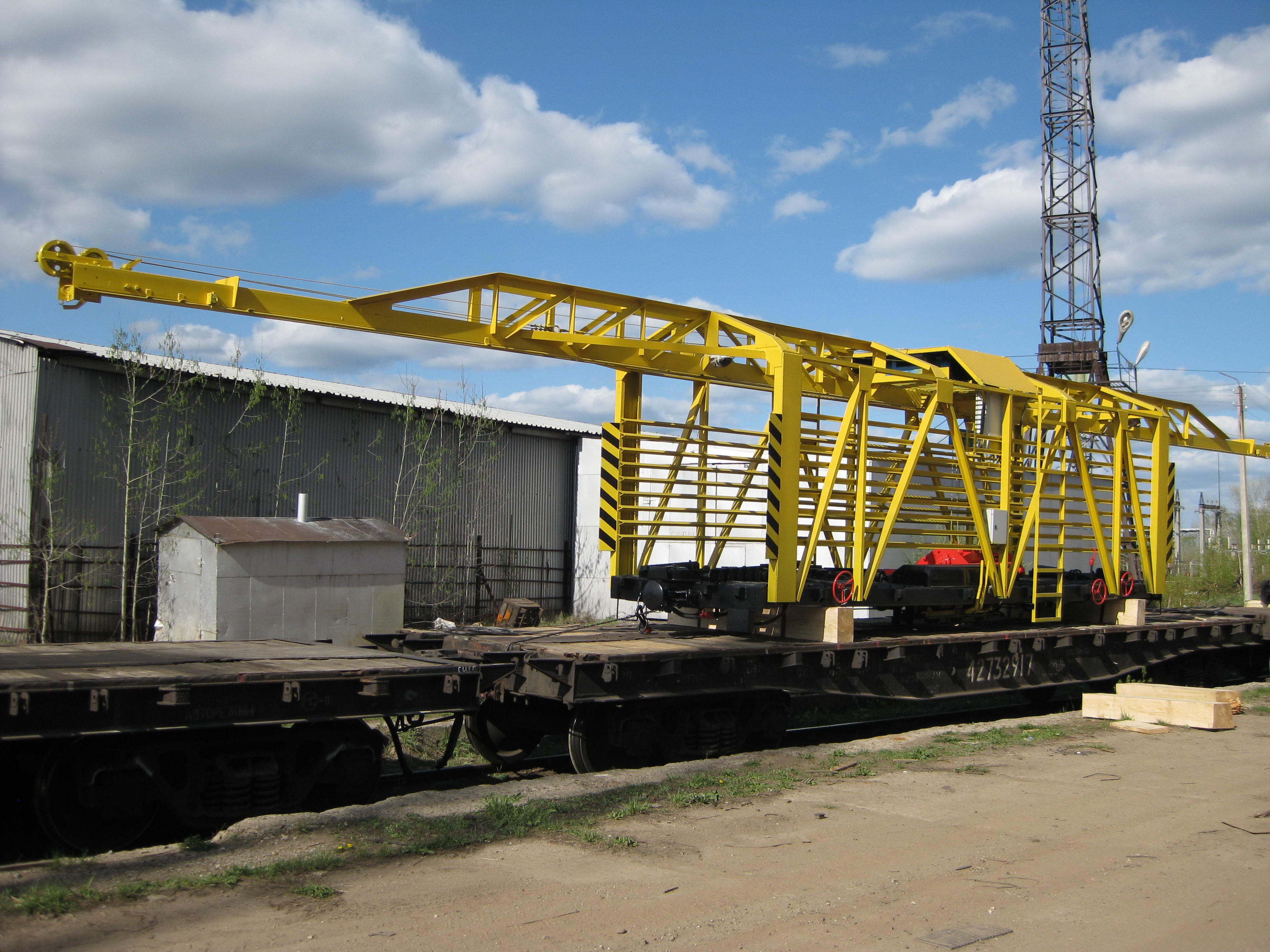
SPA